# Charlotte Kluge-Fülscher
Charlotte Kluge-Fülscher (* 11. April 1929 in St. Gallen; † 28. Februar 1998 in Münsterlingen) war eine Schweizer Malerin und Grafikerin.

## Leben und Werk
Charlotte Fülscher wuchs in einer Künstlerfamilie auf dem Räuchlisberg bei Amriswil auf und zog im Alter von 17 Jahren nach Zürich. Ursprünglich hatte sie den Wunsch, Bildhauerin zu werden, so wie ihr Grossvater Walter Müller-Glinz. In Zürich besuchte sie ab 1946 Kurse an der Kunstgewerbeschule Zürich, unter anderem bei Ernst Gubler und Johann Itten. 1951 schloss sie ihre Ausbildung mit dem Diplom der Fachklasse Grafik ab. Sie unternahm ausgedehnte Reisen nach Frankreich, England und Italien und verbrachte einen Studienaufenthalt in Florenz.
Nach Räuchlisberg zurückgekehrt, begann sie als freischaffende Künstlerin mit Naturstudien und experimentierte mit verschiedensten Techniken. Ihren Lebensunterhalt verdiente sie neben dem Verkauf ihrer Werke, indem sie an der Kantonsschule in Frauenfeld unterrichtete, grafische Aufträge übernahm und Kurse in Bauernmalerei erteilte.
Stilistisch beschäftigte sich Kluge-Fülscher mit verschiedenen Ausdrucksformen in einem Spektrum von grafischen Blättern über Zeichnungen, Gebrauchsgrafiken und Kinderbuchillustrationen bis hin zu Acryl- und Ölgemälden, Wandteppichen und Holzskulpturen. Häufig tauchen in ihren figürlichen Bildwelten Tiere sowie Szenen aus Märchen und Sagen auf. Auch setzte sie sich intensiv mit ihren Träumen auseinander, die sie in Hunderten von Einträgen in ihren Tagebuchaufzeichnungen schilderte.
Ihre erste Einzelausstellung wurde 1961 in der «Galerie Gampiross» in Frauenfeld gezeigt. Es folgten zahlreiche Ausstellungsteilnahmen im Thurgau, schweizweit und vereinzelt auch im Ausland. 1960 trat sie der Thurgauer Künstlergruppe bei.
Sie war ab 1964 mit Hans Joachim (Hajo) Kluge (1921–2013) verheiratet, der für sie Ausstellungen organisierte und bis zu seinem Tod auch ihren Nachlass verwaltete. Charlotte Fülscher-Kluge erkrankte an Leukämie und starb 1998 in Folge dieser Erkrankung.

## Nachlass
Ein Teil ihres Nachlasse befindet sich heute im Thurgauer Frauenarchiv. Über 450 Arbeiten, darunter vor allem Werke auf Papier und einige Gemälde, kamen ins Kunstmuseum Thurgau.

## Buchillustrationen
- Büzü der Schulhauskater. Mit Texten von Marianne Boetschi. Glaukreutz-Verlag, Bern 1998, ISBN 3-85580-383-8.